# Політомна модель Раша
Політо́мна моде́ль Ра́ша (англ. polytomous Rasch model) — це узагальнення дихотомної моделі Раша. Це вимірювальна модель, яку потенційно можливо застосовувати в будь-якому контексті, де метою є вимірювання риси або здібності шляхом процесу, в якому відповіді на завдання оцінюють послідовними цілими числами. Наприклад, цю модель можливо застосовувати до лайкертових шкал, шкал оцінювання та до завдань освітнього оцінювання, для яких щоразу вищі цілі бали мають відображати вищий рівень компетентності або досягнень.

## Передумови та огляд
Політомну модель Раша вивів Андріх, (1978), продовживши виведення, які здійснили Раш, (1961) і Андерсен, (1977), шляхом розкладення відповідних членів загального вигляду моделі Раша на параметри порогу (англ. threshold) та розрізнювальності (англ. discrimination). Під час виведення цієї моделі Андріх зосередився на використанні лайкертових шкал у психометрії — як для ілюстрації, так і для полегшення тлумачення моделі.
Цю модель іноді називають моделлю шкали оцінювання (англ. Rating Scale Model), коли (i) завдання мають однакову кількість порогів, і (ii) своєю чергою, різниця між розташуванням будь-якого заданого порогу та середнім значенням розташувань порогів рівна або рівномірна для всіх завдань. Проте ця назва може бути оманливою, оскільки ця модель застосовна набагато ширше, ніж лише до так званих шкал оцінювання. Її також іноді називають моделлю часткових кредитів (англ. Partial Credit Model), особливо при застосуванні в освітніх контекстах. Модель часткових кредитів (Мастерз, 1982) має ідентичний алгебричний вигляд, але була виведена з іншої відправної точки пізніше, й трактується дещо інакше. Модель часткових кредитів також дозволяє різні пороги для різних завдань. Хоч цю назву моделі й часто вживають, Андріх, (2005) пропонує докладний аналіз проблем, пов'язаних з елементами підходу Мастерза, зокрема щодо типу процесу відповіді, сумісного з цією моделлю, й емпіричних ситуацій, у яких оцінки розташувань порогів невпорядковані. Ці питання розглянуто далі в поясненні моделі.
Ця модель є загальною ймовірнісною вимірювальною моделлю, що забезпечує теоретичне підґрунтя для використання послідовних цілих балів у спосіб, який зберігає характерну властивість, що визначає моделі Раша, а саме, що сирі сумарні бали є достатніми статистиками для параметрів моделей. Докладніше про цю властивість див. у головній статті про модель Раша. Окрім збереження цієї властивості, ця модель дає змогу строго емпірично перевіряти гіпотезу про те, що категорії відповідей подають висхідні рівні латентної ознаки або риси, і отже є впорядкованими. Причина, з якої ця модель дає змогу перевіряти таку гіпотезу, полягає в тому, що емпірично можлива ситуація, коли пороги не виявляють свого передбачуваного впорядкування.
У цьому загальнішому вигляді моделі Раша для дихотомних даних бал (англ. score) за конкретне завдання визначається як підрахунок кількості розташувань порогів на латентній ознаці, перевищених особою. Це не означає, що процес вимірювання буквально полягає в такому підрахунку; натомість, розташування порогів на латентному континуумі зазвичай висновують з матриці даних відповідей через процедуру оцінювання, як-от оцінювання умовною максимальною правдоподібністю. Загалом, центральною ознакою процесу вимірювання є те, що осіб класифікують до однієї з низки суміжних упорядкованих категорій. Формат відповідей, застосований у конкретному експериментальному контексті, може досягати цього різними способами. Наприклад, респонденти можуть обирати категорію, яка, на їхню думку, найкраще відображає рівень їхньої згоди з твердженням (як-от «повністю згоден»); судді можуть класифікувати осіб у категорії за чітко визначеними критеріями; або особа може категоризувати фізичний стимул на підставі сприйнятої подібності до низки еталонних стимулів.
Коли відповіді можливо класифікувати лише на дві категорії, політомна модель Раша звужується до моделі для дихотомних даних. У цьому окремому випадку складність завдання та (єдиний) поріг збігаються. Поняття порогу докладніше розглянуто в наступному розділі.

## Політомна модель Раша
Насамперед, нехай
{\displaystyle X_{ni}=x\in \{0,1,\dots ,m_{i}\}\,}
це ціла випадкова змінна, де {\displaystyle m_{i}} — максимальний бал для завдання i. Тобто змінна {\displaystyle X_{ni}} — це випадкова змінна, яка може набувати цілих значень від 0 до максимуму {\displaystyle m_{i}}.
У політомній моделі Раша (Андріх, 1978) ймовірність результату {\displaystyle X_{ni}=x} становить
{\displaystyle \Pr\{X_{ni}=x,x>0\}={\frac {\exp {\sum _{k=1}^{x}(\beta _{n}-\tau _{ki})}}{1+\sum _{j=1}^{m_{i}}\exp {\sum _{k=1}^{j}(\beta _{n}-\tau _{ki})}}};}
{\displaystyle \Pr\{X_{ni}=0\}={\frac {1}{1+\sum _{j=1}^{m_{i}}\exp {\sum _{k=1}^{j}(\beta _{n}-\tau _{ki})}}}}
де {\displaystyle \tau _{ki}} — розташування k-го порогу завдання i на латентному континуумі, {\displaystyle \beta _{n}} — розташування особи n на цьому ж континуумі, а {\displaystyle m_{i}} — максимальний бал завдання i. Ці рівняння можливо подати також як
{\displaystyle \Pr\{X_{ni}=x\}={\frac {\exp {\sum _{k=0}^{x}(\beta _{n}-\tau _{ki})}}{\sum _{j=0}^{m_{i}}\exp {\sum _{k=0}^{j}(\beta _{n}-\tau _{ki})}}}}
де значення {\displaystyle \tau _{0i}} обирають для зручності обчислень так, що: {\displaystyle \sum _{k=0}^{m_{i}}(\beta _{n}-\tau _{ki})\equiv 0}.

## Модель шкали оцінювання
Аналогічно, модель Раша «шкали оцінювання» (Андріх, 1978) має вигляд
{\displaystyle \Pr\{X_{ni}=x\}={\frac {\exp {\sum _{k=0}^{x}(\beta _{n}-(\delta _{i}-\tau _{k}))}}{\sum _{j=0}^{m}\exp {\sum _{k=0}^{j}(\beta _{n}-(\delta _{i}-\tau _{k}))}}}}
де {\displaystyle \delta _{i}} — складність завдання i, а {\displaystyle \tau _{k}} — розташування k-го порогу шкали оцінювання, спільне для всіх завдань. m — максимальний бал, однаковий для всіх завдань. {\displaystyle \tau _{0}} обирають для зручності обчислень.

## Застосування
При застосуванні в конкретному емпіричному контексті цю модель можливо розглядати як математичну гіпотезу про те, що ймовірність заданого результату є ймовірнісною функцією параметрів цих особи та завдання. Графік, що показує залежність імовірності заданої категорії як функцію розташування особи, називають кривою імовірності категорії (КІК, англ. Category Probability Curve, CPC). Приклад КІК для завдання з п'ятьма категоріями, оціненими від 0 до 4, подано на рис. 1.

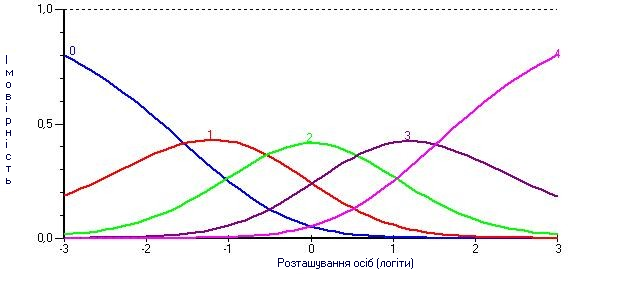
Рис. 1: Криві ймовірності категорій моделі Раша для завдання з п'ятьма впорядкованими категоріями

Заданий поріг {\displaystyle \tau _{ki}} поділяє континуум на області вище та нижче свого розташування. Цей поріг відповідає розташуванню на латентному континуумі, за якого особа з однаковою ймовірністю буде віднесена до суміжних категорій, а отже отримає один із двох послідовних балів. Перший поріг завдання i, {\displaystyle \tau _{1i}}, — це розташування на континуумі, за якого особа з однаковою ймовірністю отримає 0 або 1 бал, другий поріг — це точка рівноймовірного отримання 1 та 2 балів, і так далі. У прикладі на рис. 1 пороги розташовано на значеннях −1,5, −0,5, 0,5 і 1,5 відповідно.
Респонденти можуть отримувати бали різним чином. Наприклад, коли використовують лайкертів формат відповідей, категорії «абсолютно не згоден», «не згоден», «згоден» і «повністю згоден» можуть отримувати 0, 1, 2 і 3 бали відповідно. У контексті оцінювання в педагогічній психології послідовно вищі цілі бали можуть присуджувати за явними критеріями або описами, що характеризують зростання рівнів досягнень у певній галузі, наприклад, у розумінні прочитаного. Спільною й центральною ознакою є те, що певний процес має призводити до віднесення кожної особи до однієї з набору впорядкованих категорій, які разом утворюють завдання оцінювання.

### Пояснення моделі
Пояснюючи особливості цієї моделі, Андріх, (2005) уточнює, що її структура передбачає процес спільної класифікації, що дає єдину явну відповідь і використовує низку дихотомних латентних відповідей. Крім того, ці латентні дихотомні відповіді діють у межах ґуттманової структури та відповідного простору відповідей, як подано далі.
Нехай
{\displaystyle Y_{nk}=y\in \{0,1\},\ k\in \{0,1,\dots ,m\}\,}
це набір незалежних дихотомних випадкових змінних. Андріх (1978, 2005) показує, що політомна модель Раша вимагає, щоби ці дихотомні відповіді відповідали латентному ґуттмановому підпростору відповідей:
{\displaystyle \Omega '\ {\stackrel {\mathrm {def} }{=}}\ \{1,\dots ,1,0,\dots ,0\}}
у якому за x одиницями слідують m − x нулів. Наприклад, у випадку двох порогів допустимими схемами цього підпростору відповідей є:
{\displaystyle 0,0\Leftrightarrow 0}
{\displaystyle 1,0\Leftrightarrow 1}
{\displaystyle 1,1\Leftrightarrow 2}
де ціле число x, яке відповідає кожній схемі (і навпаки), подано праворуч. Причина, з якої ця підмножина відповідей випливає з моделі, полягає в наступному. Нехай
{\displaystyle P_{nxi}={\frac {\exp(\beta _{n}-\tau _{ki})}{1+\exp(\beta _{n}-\tau _{ki})}},\quad k=x,\,}
це ймовірність того, що {\displaystyle Y_{nki}=1}, і нехай {\displaystyle Q_{nxi}=1-P_{nxi}}. Ця функція має структуру моделі Раша для дихотомних даних. Далі розгляньмо таку умовну ймовірність у випадку двох порогів:
{\displaystyle {\frac {P_{n1}Q_{n2}}{Q_{n1}Q_{n2}+P_{n1}Q_{n2}+P_{n1}P_{n2}}}.}
Можливо показати, що ця умовна ймовірність дорівнює
{\displaystyle {\frac {\exp {\sum _{k=1}^{1}(\beta _{n}-\tau _{k})}}{1+\sum _{j=1}^{2}\exp {\sum _{k=1}^{j}(\beta _{n}-\tau _{k})}}},}
а це, своєю чергою, є ймовірністю {\displaystyle \Pr\{X_{ni}=1\}}, поданою політомною моделлю Раша. Із знаменника цих рівнянь видно, що ймовірність у цьому прикладі обумовлено схемами відповідей {\displaystyle \{0,0\},\{1,0\},\{1,1\}}. Отже, очевидно, що в загальному випадку підпростір відповідей {\displaystyle \Omega '}, як його визначено вище, є внутрішньо притаманним структурі політомної моделі Раша. Це обмеження підпростору є необхідним для обґрунтування цілочислового оцінювання відповідей: тобто коли бал є просто кількістю упорядкованих порогів, перевищених особою. Андріх, (1978) показав, що для такого обґрунтування також необхідна рівна розрізнювальність для кожного з порогів.
У політомній моделі Раша бал x за певне завдання означає, що особа одночасно перевищила x порогів, розташованих нижче певної області на континуумі, й не перевищила решти m − x порогів, розташованих вище цієї області. Щоби це було можливим, пороги мають бути у своєму природному порядку, як показано у прикладі на рис. 1. Невпорядковані оцінки порогів вказують на невдачу у побудові контексту оцінювання, в якому класифікації, що відповідають послідовним балам, відображають висхідні рівні латентної риси. Наприклад, розгляньмо ситуацію з двома порогами, де оцінка другого порогу є нижчою на континуумі за оцінку першого порогу. Якщо сприймати такі розташування буквально, то віднесення особи до категорії 1 означає, що розташування особи одночасно перевищує другий поріг, але не перевищує першого порогу. Це, своєю чергою, означає схему відповіді {0,1}, яка не належить до підпростору схем, внутрішньо притаманного структурі моделі, як описано вище.
Коли оцінки порогів невпорядковані, їх неможливо тлумачити буквально; натомість сам факт невпорядкованості вказує на те, що класифікації не задовольняють критеріям, які логічно мають виконуватися, щоби обґрунтувати використання послідовних цілих балів як основи для вимірювання. Щоби наголосити на цьому, Андріх, (2005) наводить приклад, у якому присуджують оцінки «незадовільно», «задовільно», «добре» й «відмінно». Ці оцінки або класифікації зазвичай мають подавати висхідні рівні досягнень. Розгляньмо особу A, розташування якої на латентному континуумі відповідає порогу між ділянками, де найімовірніше присуджують оцінки «задовільно» та «добре». Також розгляньмо особу B, розташування якої відповідає порогу між ділянками для «оцінок» добре та «відмінно». У прикладі, наведеному в Андріх, (2005, с. 25), невпорядковані пороги, якщо їх тлумачити буквально, означали би, що розташування особи A (на порозі «задовільно»/«добре») є вищим за розташування особи B (на порозі «добре»/«відмінно»). Тобто, якщо сприймати це розташування невпорядкованих порогів буквально, виявляється, що особа мусить продемонструвати вищий рівень досягнень, щоби бути на порозі «задовільно»/«добре», ніж для порогу «добре»/«відмінно». Очевидно, що це суперечить задуму такої системи оцінювання. Отже, невпорядкованість порогів свідчить, що спосіб присудження оцінок не відповідає задуму цієї системи. Тобто, невпорядкованість означатиме, що гіпотеза, закладена в основу системи оцінювання — що оцінки подають впорядковані класифікації за зростанням успішності — не підтверджується структурою емпіричних даних.